# Sandy Bull
Alexander "Sandy" Bull (25 février 1941 - 11 avril 2001) est un musicien et compositeur folk américain.

## Biographie
Sandy Bull est un joueur accompli de nombreux instruments à cordes, notamment la guitare, la guitare à pédales en acier, le banjo et le oud. Ses premiers travaux mélangent des instruments non occidentaux avec le renouveau folk des années 1960 et ont été cités comme importants dans le développement de la musique psychédélique.

## Discographie
- Fantasias For Guitar and Banjo (Vanguard, 1963)
- Inventions (Vanguard, 1965)
- E Pluribus Unum (Vanguard, 1969)
- Demolition Derby (Vanguard, 1972)
- Re-Inventions: Best of the Vanguard Years (antologia - Vanguard, 1999)
- Jukebox School of Music (ROM, 1988)
- Vehicles (Timeless, 1991)
- Steel Tears (Timeless, 1996)
- Still Valentine's Day 1969: Live At The Matrix, San Francisco (live 1969 - Water, 2006)